# 1978 v dopravě
Tento článek obsahuje seznam událostí souvisejících s dopravou, které proběhly roku 1978.

## Leden
- 15. leden

 Byl zastaven železniční provoz v úseku z Tasovic do Vápenného Podolu, který odbočoval z trati Přelouč–Prachovice.

## Únor
- 3. února

 Po dokončení elektrizace úseku Trebišov – Maťovce byl zahájen elektrický provoz na celém vnitrostátním úseku širokorozchodné trati Haniska pri Košiciach – Maťovce.

## Duben
- 3. dubna

  Do zkušebního provozu bylo na lokomotivě T669.1507 Nové huti dáno dálkové ovládání západoněmecké firmy Theimeg. Jednalo se o první použití dálkového ovládání lokomotivy v Československu.

## Květen
- 27. května

  Byl zahájen elektrický provoz na širokorozchodném pohraničním traťovém úseku Maťovce – Užhorod.

## Srpen
- 12. srpna

 Otevřen byl nový úsek pražského metra; od této doby funguje již zcela nová linka A mezi stanicemi Dejvická (tehdy Leninova) a Náměstí Míru. Též byly zprovozněny i manipulační spojky, které propojily „áčko“ s již fungující linkou C a nasazeny nové soupravy typu 81-71. Stanice Muzeum se tak stala první přestupní stanicí pražského metra.

## Září
- 28. září

 V Moskevském metru byl otevřen úsek na severním konci šesté linky mezi stanicemi VDNCh a Medvědkovo. Celkem to bylo 8,1 km nových tratí.
- 30. září

 V Hamburku skončil provoz tramvají.

## Říjen
- 4. října

 Otevřen úsek dálnice D1 vedený jižně od Brna (2,4 km).
- 26. října

 Byl otevřen úsek pražské Severojižní magistrály mezi ulicí Rumunská a Hlávkovým mostem.

## Listopad
- 28. listopadu

 Byl otevřen úsek dálnice D1 vedený kolem Velkého Meziříčí. Součástí úseku byl nově vybudovaný Most Vysočina, který překlenul údolí Oslavy.

## Neznámé datum
Mytiščinský závod začal vyrábět soupravy metra 81-71, jež se během následujících 20 let rozšířily do téměř všech systémů metra v celém Východním bloku.